# Кенаса (Миколаїв)
Миколаївська кенаса — культова споруда караїмів, пам'ятник архітектури першої половини XIX століття.

## Історія
Кенаса в Миколаєві була закладена в 1844 році на перетині вулиць Католицької (нині Павла Скоропадського) та Різдвяної (нині Героїв Рятувальників). Її зведення закінчено 12 лютого 1847.
30 січня 1930 газета «Червоний Миколаїв» повідомила, що кенаса «по просьбє трудящіхся закрита і превращєна в Дом бєзбожніка». З того часу в будівлі розміщувалися міський Будинок безбожника, Будинок вчителя, кінотеатр, спортивне товариство, склад, зала для одружень. Нині будівля використовується не за призначенням.

## Газзани
- Іртлач-Мангубі Самуїл Сімович

## Габбаї
- Панпулов Ельякім Мойсейович